# Tetrametilpirazina
Tetrametilpirazina o Ligustrazina es un compuesto antiinflamatorio aislado de la comida fermentada natto. La tetrametilpirazina demostró in vivo una actividad nootrópica en ratas.